# Jacques-Louis Lions

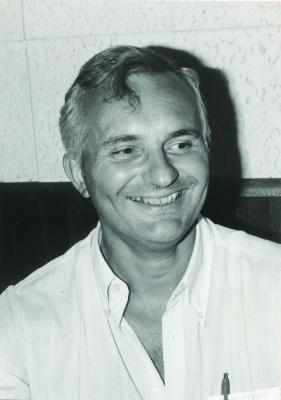
Jacques-Louis Lions 1970

Jacques-Louis Lions (* 2. Mai 1928 in Grasse; † 17. Mai 2001 in Paris) war ein französischer Mathematiker, der sich mit partiellen Differentialgleichungen und numerischer Analysis beschäftigte.

## Leben und Werk
Sein Vater war der Bürgermeister von Grasse, und Lions besuchte nach Aktivitäten in der französischen Résistance während des Zweiten Weltkriegs, wobei er auch seine spätere Frau Andrée Olivier (Heirat 1950) kennenlernte, die Schule in Grasse und Nizza. 1947 bis 1950 besuchte er die École normale supérieure in Paris (ein Kommilitone war Bernard Malgrange). Danach ging er mit einem Stipendium des CNRS an die Universität von Nancy, um bei Laurent Schwartz zu promovieren, dessen Einführung der Distributionen damals die Analysis revolutionierten. Nach der Promotion 1954 wurde er Maître de conférences in Nancy, wo er auch Professor wurde. 1963 ging er als Professor nach Paris an der Faculté des Sciences. 1966 bis 1986 war er außerdem Professor an der École polytechnique. Bei der Neuorganisation der Universitäten in Paris 1970 ging er an die Universität Paris VI (Pierre et Marie Curie). 1973 wurde er Professor am Collège de France (für seinen Lehrstuhl wählte er den Titel „Analyse Mathématique des Systèmes et de leur Contrôle“), wo er 1998 emeritierte. 1979 wurde er Direktor des INRIA (Institut National de Recherche en Informatique et Automatique). 1984 bis 1992 war er Direktor des CNES (Centre Nationale d´Etudes Spatiales).
Lions beschäftigte sich in vielfältiger Weise mit partiellen Differentialgleichungen, später auch mit ihrer numerischen Lösung und Anwendung in der Kontrolltheorie. In den 1950er Jahren beschäftigte er sich unter dem Einfluss von Jean Leray mit den Navier-Stokes-Gleichungen. 1959 veröffentlichte er mit Giovanni Prodi einen Beweis der Eindeutigkeit von schwachen Lösungen der Navier-Stokes-Gleichungen in zwei Raumdimensionen. Er verbesserte auch den Beweis von Eberhard Hopf über die Existenz (für große Zeiten) schwacher Lösungen in begrenzten Gebieten in drei Dimensionen. Er beschäftigte sich auch mit Interpolationstheorie. Er setzte sich für den Einsatz von Computern und die Entwicklung numerischer Methoden ein, als die Mathematik in Frankreich noch überwiegend von den abstrakten Methoden der Bourbaki-Schule beherrscht wurde. Er hielt darüber in den 1960er Jahren am Institut Blaise Pascal des CNRS Vorlesungen, die weite Verbreitung fanden.
1973 wurde er in die Académie des sciences gewählt. Er war in verschiedenen Funktionen beratend tätig, unter anderem für die France Telecom, die staatliche französische Elektrizitätsgesellschaft, die Raumfahrtbehörde und die staatlichen Meteorologen. 1991 bis 1995 war er Präsident der International Mathematical Union. 1996 bis 1998 war er Präsident der französischen Akademie der Wissenschaften.
1986 gewann er den John von Neumann-Preis und 1991 den Japan-Preis. Er erhielt zahlreiche Ehrendoktor-Würden und war unter anderem Kommandeur der Ehrenlegion (1993). 1958 (Problèmes mixtes abstraits), 1970 (Inequations variationelles d´evolution) und 1974 (Sur la théorie du controle, Plenarvortrag) war er Invited Speaker auf dem Internationalen Mathematikerkongress. 1996 wurde er zum auswärtigen Mitglied (Foreign Member) der Royal Society gewählt. 1982 wurde er als auswärtiges Mitglied in die damalige Akademie der Wissenschaften der UdSSR aufgenommen, 1986 in die American Academy of Arts and Sciences und 1996 in die National Academy of Sciences gewählt. Er ist auswärtiges Mitglied der Ukrainischen Akademie der Wissenschaften.
Sein Sohn Pierre-Louis Lions ist ebenfalls ein bedeutender Mathematiker und Träger der Fields-Medaille.
Zu seinen Doktoranden zählt Roger Temam, Alain Bensoussan und Philippe Ciarlet.

## Schriften
- mit Enrico Magenes: Problèmes aux limites non homogènes et applications. 3 Bde., 1968, 1970
- Contrôle optimal de systèmes gouvernés par des équations aux dérivées partielles. 1968
- Mit L. Cesari: Quelques méthodes de résolution des problèmes aux limites non linéaires. 1969
- Mit Robert Dautray: Mathematical analysis and numerical methods for science and technology. 9 Bände, 1984/5
- Mit Philippe Ciarlet: Handbook of numerical analysis. 7 Bde.
- Mit Alain Bensoussan, Papanicolaou: Asymptotic analysis of periodic structures. North Holland 1978